# Авіаносці класу «Porte-avions de nouvelle génération (PANG)»
Авіаносці класу «Porte-avions de nouvelle génération (PANG)» — проєкт авіаносця для Військово-морських сил Франції. Будівництво планується почати близько 2031 року, а введення в експлуатацію очікується приблизно у 2038 році, у рік виведення з ладу авіаносця Charles de Gaulle. Корабель буде оснащений атомною енергетичною установкою та сучасними системами запуску і посадки літаків — електромагнітною катапультою (EMALS) і системою Advanced Arresting Gear (AAG).

## Історія

### Контекст
Нинішній французький атомний авіаносець «Charles de Gaulle» вступив у експлуатацію 18 травня 2001 року. Як єдиний авіаносець ВМС Франції, під час ремонтних періодів Франція залишалась без доступного авіаносця. Через це у 2003 році було започатковано проєкт PA2 (фр. Porte-Avions 2 — «Авіаносець 2») для вивчення можливості створення другого авіаносця на базі британського класу «Queen Elizabeth». Проєкт PA2 було призупинено у 2009 році, а остаточно скасовано в 2013 році.
У жовтні 2018 року міністр збройних сил Франції Флоренс Парлі оголосила про початок другої програми авіаносця, цього разу як заміни «Charles de Gaulle». Закон про військове планування на 2019–2025 роки передбачав 18-місячний етап досліджень вартістю 40 мільйонів євро, щоб президент міг ухвалити рішення про основні характеристики програми до 2020 року. У травні 2020 року під час візиту на верф Chantiers de l'Atlantique Парлі підтвердила, що новий авіаносець буде будуватись у Сен-Назері — єдиному сухому доку у Франції, здатному приймати кораблі такого розміру.
Архітектуру, тип рушія та кількість кораблів планувалося вирішити президентом Макроном у липні 2020 року, щоб зробити оголошення на День взяття Бастилії. Однак 6 липня 2020 року урядова перестановка призначила уряд Кастекса, що змусило відкласти Раду оборони на пізніший термін.
Під час візиту на підприємство Framatome у Ле-Крезо 8 грудня 2020 року президент Макрон офіційно оголосив про початок програми PANG та вибір ядерної енергетичної установки для нового корабля.
У 2022 році Naval Group опублікувала нові рендери авіаносця з оновленою конструкцією острова.

### Будівництво
У травні 2020 року міністр оборони Флоренс Парлі заявила, що PANG буде будуватись у Сен-Назері на верфі Chantiers de l'Atlantique.
Попередні проєктні роботи над новими ядерними реакторами K22 потужністю 220 МВт, які забезпечуватимуть енергопостачання корабля, були завершені у 2023 році.  
Очікується, що контракт на будівництво авіаносця буде підписаний приблизно у 2025 році, початок спорудження корпусу — близько 2031 року, а ходові випробування — орієнтовно 2035 року.<ref>{{cite web |last=Groizeleau |first=Vincent |date=19 June 2023 |title=Focus : le porte-avions français de nouvelle génération (PA-NG) |url=https://www.meretmarine.com/fr/defense/focus-le-porte-avions-francais-de-nouvelle-generation-pa-ng |url-status=live |archive-url=https://web.archive.org/web/20230816201724/https://www.meretmarine.com/fr/defense

## Представники авіаносців класу «PANG»
| № | Назва | Бортовий номер | Статус       | Закладено        | Спущено на воду | Введено в експлуатацію | Примітки                                                |
| - | ----- | -------------- | ------------ | ---------------- | --------------- | ---------------------- | ------------------------------------------------------- |
| 1 | —     | —              | Проєктується | Очікується ~2031 | —               | Очікується ~2038       | Головний корабель. Замінить «Шарль де Голль».           |
| 2 | —     | —              | Планується   | —                | —               | —                      | Ймовірно, послідовний розвиток першого авіаносця класу. |